# Kinderhexenprozesse in Freising

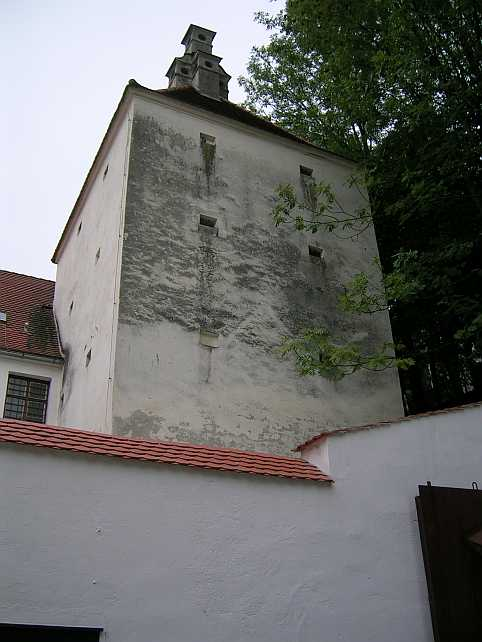
Im Verlauf der Hexenprozesse in Freising errichteter „Hexenturm“ (Altes Gefängnis).

Die beiden Kinderhexenprozesse in Freising fanden gegen Ende der Hexenverfolgung in Freising, zu dieser Zeit Zentrum des Hochstifts Freising, von 1715 bis 1717 und von 1721 bis 1723 statt.

## Erster Prozess
Prozesse gegen jugendliche Bettler und Landstreicher hatte es damals im süddeutschen Raum ausgehend von den Zauberbubenprozessen in Salzburg bereits zahlreich gegeben. 
Der erste Prozess in Freising begann mit der Verhaftung der Bettelbuben Andre und Lorenz am 3. Dezember 1715, da sie beschuldigt wurden, Ferkel und Mäuse machen zu können. Aufgrund der Aussagen der beiden wurden weitere Kinder verhaftet. Vor Gericht verfolgten die Kinder die Strategie, den Richtern möglichst zu erzählen, was diese hören wollten. Ein Junge gab zu Protokoll: „Wann er viel sagt, habe er gedacht, werde sein Sach wieder ausgewischt.“
Im Gefängnis wurden die Kinder monatelang verhört, geschlagen und gefoltert. Am 12. August 1717 erhängte sich Andre in seiner Zelle, ein weiterer Junge starb an einer Krankheit. Drei Jungen wurden am 12. November 1717 mit Schwert und Feuer hingerichtet. Zwei weitere Jungen mussten bei der Hinrichtung zusehen, wurden mit Ruten gezüchtigt und danach unter geistliche Aufsicht gestellt.

## Zweiter Prozess
Der zweite Kinderhexenprozess wurde durch die Verhaftung von Veit Adlwart wegen Diebstahls ausgelöst. Vermutlich aufgrund seiner Verurteilung im ersten Kinderhexenprozess (er war einer der beiden Jungen, die der Hinrichtung zusehen mussten) wurde die Anklage von Diebstahl in Hexerei umgewandelt. Im weiteren Verlauf wurden insgesamt über hundert Menschen verhaftet, von denen die meisten jedoch wieder freikamen. 
Insgesamt wurden 40 Personen gefangen genommen. Davon wurden 14 Jungen zwischen 12 und 23 Jahren und zwei Bettlerinnen mittleren Alters hingerichtet. Unter ihnen befand sich auch Veit Adlwart, der am 15. Dezember 1721 exekutiert wurde. Die Welle der Verhaftungen und Hinrichtungen kam erst zum Ende, als immer mehr Angehörige der oberen Schichten ins Visier gerieten.